# Vanessa mandarina
Vanessa mandarina är en fjärilsart som beskrevs av Matsumura 1939. Vanessa mandarina ingår i släktet Vanessa och familjen praktfjärilar. Inga underarter finns listade i Catalogue of Life.